# Чайки (Нікопольський район)
Чайки́ — село в Україні, у Томаківській селищній громаді Нікопольського району Дніпропетровської області. Населення — 24 мешканці.

## Географія
Село Чайки знаходиться на відстані 0,5 км від села Новокатьощине. По селу протікає пересихаючий струмок з загатою.

## Інтернет-посилання
- Погода в селі Чайки [Архівовано 20 грудня 2011 у Wayback Machine.]